# 奧圖·紐拉特
奧圖·紐拉特（德語：Otto Neurath，1882年12月10日—1945年12月22日），奧地利人，是個科學家、社會學家及經濟學學者，在因納粹而被迫逃離到英國前是維也納學派的知名人物。

## 生平
奧圖·紐拉特在維也納主修數學，並在柏林取得他的哲學博士,在1907年娶Anna Schapire 為妻，她於1911年因難產而死。後來他又娶了同為數學及哲學家的 Olga Hahn-Neurath為妻,也許因為她失明加上戰爭爆發，他們將兒子保羅‧紐拉特(社會學家)送往位於維也納他母親家附近的育幼院，在9歲時才將他接回同住。
自從他於第一次世界大戰前開始編寫"economy in kind"當時的奧地利政府便派他為戰爭訂定計劃。
1913年，纽拉特向巴伐利亚州议会提出激进的经济社会化改革方案，这项奉行计划经济的社会主义政策引起激烈讨论。纽拉特曾与一群无政府主义者、社会主义者宣布成立“苏维埃共和国”，该政权很快于1919年5月被政府军剿灭，随后纽拉特被指控并被判犯有“协助和教唆叛国罪”，入狱一年半。

## 語言及科學的哲學
後期的著作充滿『物理主義』(Physicalism)、成為實證主義者。
包括紐拉特後期的著作及主要著作之一也有『物理主義』(Physicalism)，他由於邏輯實證主義者的統一科學運動的議論翻版著。關於與確證主義者程序的原則概念基礎，拉特後贊同以下的觀點。
- 包含根據各樣的學問能給予知識全部統一體系的構築。
- 反對驗證科學不能翻譯命題的形而上學。

反對關於語言普通確證主義者討論的辦法，特別反對路德維希·維根斯坦基本思想的幾個。首先，奧圖斥退了語言和把實際存在的人的同型性作為無益的形而上的空想。那樣容易導致無法找到外部世界表象的說明，奧圖考慮語言和實際存在的人是一體的，與實際存在的人另外不成為在語言活動中已經被驗證了的文的總體，是「真正」不同意按照跟已經被驗證了的文的總體的關係決定文。
與驗證完畢的文的總體「協調」做不同意需要某文在(不調整性)，那個文應該被看作是虛假的，構成總體的諸命題的幾個某種變更不可缺少任何一邊。他的考慮與真理，關乎世界內的事物和除此以外的實際存在的人，語言被看作主張互相內在的調整性的問題。而且，驗證的基準應該被適用於體系全體，各別的文不應該適用。這樣的想法，對威拉德·馮·奧曼·蒯因的「確證的全體論」帶來了深的影響。
把語言根本地全體論性以跟隨科學的驗證也全體論性這樣，可以比喻作必須修理已經在海上的船，奧圖下面的比喻，是威拉德·的著作"Word and Object"(『言詞和對象』根據中有名的。
我們，是必須在汪洋大海修理乘船中的船的船員。必須沒有從可以改變的結構中做出改變，如果取下了房梁期間不放入安上新的房梁，對於為此只有利用船體的殘餘的部分於支保。能對那樣的情形，使用舊的房梁和漂流的木材雖能新造成船體，但是慢慢重構以外不能進行。
奧圖也反對根據科學sense data的用語應該被再構造這樣的意見。要提供科學的形式的再構造的確實基礎，因為由知覺經驗所說的太主觀。他的見解，多的確證主義者還支撐的現象學的遣詞用句，應該調換為數學性物理學的語言。如果使用依據時間和空間坐標的數學物理學用語，在這裡必要的客觀定式化變得可能。對這樣諸學「物理主義的」方法，容易在諸學由關乎物理事實的各種各樣主張組成一個還原體系，除去形而上學的全部殘渣。
在最後，奧圖，暗示了因為語言那(樣)自己，也有了一定的秩序的聲音又根據記號的連續被構成，是一個物理的體系，什麼矛盾也沒有能跟隨語言記述自己的構造。
今天還以精神哲學為首的形而上學中支配性的立場的某種的物理主義，根據這些的奧圖的思想，能搶救了那個基礎的形成。

## Isotype
Isotype 圖像符號，是奧圖於1925年發表經過系統化設計的圖畫文字. 「ISOTYPE」（International System of Typographic Picture Education）
希望透過系統文的圖像來取代文字，形成一種世界共通的語言，其本質類似於現在流行於網路的MSN表情符號等，奧圖曾試圖用這種圖畫文字來取代溝通，雖然最後失敗了，但是這種Isotype 的概念，後來在ICON、標示等設計領域，有著十分深遠的影响。